# Imre István Díjugrató Lovasverseny
Imre István Díjugrató Lovasverseny a Fejér Megyében található Sárosd nagyközségben 1993 óta minden évben megrendezésre kerül a Sárosdi Lovas Egylet szervezésében több kategóriát felvonultató vándorkupa lovasverseny, amely felidézi Sárosd tradicionális lovas múltját.
A királyi lovászok faluja:
Mint azt a Kertali dombon végzett ásatások bizonyították, Sárosdon már Árpád unokája, Taksony idején magyar település volt. A leletek tanúsága szerint itt lovak nevelésével foglalkoztak. Győrffy György szerint legalább 700 évre visszamenőleg ez a tevékenység itt írott forrásokban kimutatható. Királyi lovászok faluja volt és ez a hely már Géza fejedelemnek és fiának Szent István királynak lóneveléssel adózott.
1976-ban a már elhanyagolt Sárosdról is ezt írja a „Lovasélet Magyarországon” című könyv kitűnő szerzője, Dr. Várady Jenő: „Fák, bokrok, virágok festői kavalkádja – ez Sárosd. A városok kőrengetegéhez szokott szem elcsodálkozik ennyi szépség láttán és irigységét sem tudja palástolni, amikor rádöbben: így is lehet élni.” Ilyen körülmények között érthető, hogy a tekintélynek és hírnévnek örvendő Esterházy grófok Sárosdon a lótenyésztésben élen jártak. Megelőzve Mezőhegyest és Bábolnát, már 1763-ban, itt egy angolfélvér ménest állítottak be és kiváló egyedeket neveltek, melyek közül nem is egy versenyeket nyert és emléküket latinul írt kultikus kövekkel örökítették meg az erdei utak mentén. Az ilyen lovak betanításához és elsősorban a díszes fogatok gyakorlatoztatásához, utak kellettek. Részben ezt szolgálta a 16 méter széles Erzsébeti út is. A hátas és fogatolt lovak edzését, a századunk elején Nagy Mihály főlovász irányításával, gyakorlott lovászok végezték.

## Eredmények
- 2017 – Nagy Erika (Csobánka) (Astrid, Diva SLK)[1]
- 2016
- 2015 – Néveri Imre (Georgie, Békéscsabai LSK)[2]
- 2014
- 2013
- 2012
- 2011
- 2010
- 2009
- 2008
- 2007
- 2006
- 2005
- 2004
- 2003
- 2002
- 2001
- 2000
- 1999
- 1998
- 1997
- 1996
- 1995
- 1994
- 1993